# Hrapaci, Bila Țerkva
Hrapaci (în ucraineană Храпачі) este localitatea de reședință a comunei Hrapaci din raionul Bila Țerkva, regiunea Kiev, Ucraina.

## Demografie
Componența lingvistică a localității Hrapaci
     Ucraineană (98,93%)
     Alte limbi (1,07%)
Conform recensământului din 2001, majoritatea populației localității Hrapaci era vorbitoare de ucraineană (98,93%), existând în minoritate și vorbitori de alte limbi.